# Stammliste der Rheingrafen
Dies ist die Stammliste der Rheingrafen, die früh von den Herren vom Stein beerbt wurden, später selbst die Wildgrafen beerbten und schließlich Teile des Hauses Salm.
Die frühe Geschichte des Adelsgeschlechts ist noch unbekannt.
Hinweise zur Nomenklatur: Jede Person ist mit einem Code versehen, bei dem der Buchstabe die Generation angibt, die arabische Zahl die Nummer der Linie und die römische Zahl die Geburtsreihenfolge. Somit ist jeder Person nur ein Code zugeordnet.

## Frühe Linie
- A1I. Embricho I., Rheingraf[1]
  - B1I. Embricho II., Rheingraf[1] ⚭ Mechtild von Runkel († 1181) (Haus Runkel), Tochter von Siegfried I. (Runkel)
    - C1I. Werner I., Rheingraf[1] († 1223) ⚭ Gertrud von Diez (Haus Diez), Tochter von Embricho II. (Diez)
    - C1II. Adelheid[1]
    - C1III. Tochter[1] ⚭ Konrad Beyer von Boppard (Haus Beyer von Boppard)

  - B1II. Albero[1] († 1208)
  - B1III. Lukardis[1] († 1194) ⚭ Siegfried vom Stein (* 1173) (Haus Stein)
    - →Beerbung durch die Herren vom Stein

## Rheingrafen vom Stein
- B1III. Lukardis[1] († 1194) ⚭ Siegfried vom Stein (* 1173) (Haus Stein)
  - C2I. Eberhard vom Stein[2] († 1219)
  - C2II. Wolfram, Rheingraf vom Stein[2] (1179–1220) ⚭ Guda von Bolanden (Haus Bolanden), Tochter von Philipp II. (Bolanden)
    - D1I. Wolfram vom Stein[2]
    - D1II. Embricho III., Rheingraf vom Stein[2] ⚭ Adelheid von Ziegenhain (Haus Ziegenhain), Tochter von Ludwig I. (Ziegenhain)
      - E1I. Embricho vom Stein[2]
      - E1II. Siegfried I., Rheingraf vom Stein von Rheinberg[2] († 1306) ⚭ Agnes vom Stein (Haus Stein), Tochter von Wilhelm vom Stein
        - F1I. Werner II., Rheingraf vom Stein von Rheinberg[2] ⚭ Hildegard von Sponheim (Haus Sponheim)
        - F1II. Siegfried vom Stein von Rheinberg[2]
        - F1III. Elisabeth vom Stein von Rheinberg[2] ⚭ Werner Winter von Alzey (Haus Winter von Alzey)

      - E1III. Werner II., Rheingraf vom Stein[2][3] ⚭ Elisabeth Winter von Alzey (Haus Winter von Alzey)
        - F2I. Siegfried II., Rheingraf vom Stein[2][4] († 1327) ⚭ Margarethe von Heinzenberg (Haus Heinzenberg), Tochter von Friedrich von Heinzenberg
          - G1I. Johann I., Rheingraf vom Stein[2][5] († 1333) ⚭ Hedwig von Dhaun und Grumbach (Wildgrafen), Tochter von Konrad IV., Wildgraf von Dhaun und Grumbach († 1309)
            - →siehe Stammliste der Wild- und Rheingrafen

        - F2II. Tochter vom Stein[2] ⚭ Wilhelm vom Stein (Haus Stein)
        - F2III. Werner vom Stein[2]

      - E1IV. Guda vom Stein[2]

    - D1III. Werner I., Rheingraf vom Stein von Rheinberg[2]
    - D1IV. Siegfried vom Stein († 1246)[6]
    - D1V. Eber vom Stein[7]

  - C2III. Siegfried vom Stein[8]
  - C2IV. Guda vom Stein[8] ⚭ Godebald von Weierstein (Haus Weierstein)
  - C2V. Gerbodo vom Stein[8] († 1235)

## Wild- und Rheingrafen
- G1I. Johann I., Rheingraf vom Stein[5][9] († 1333) ⚭ Hedwig von Dhaun und Grumbach (Wildgrafen), Tochter von Konrad IV., Wildgraf von Dhaun und Grumbach († 1309)
  - H1I. Johann II., Wild- und Rheingraf vom Stein[9][10] (1333–1383) ⚭(I) Margarethe von Kyrburg und Flonheim († 1368) (Wildgrafen), Tochter von Friedrich I., Wildgraf von Kyrburg, Dhronecken und Flonheim († 1369); ⚭(II) Jutta von Leiningen-Dagsburg (Haus Leiningen), Tochter von Friedrich VIII. (Leiningen-Dagsburg) († 1397)
    - I1I. (II) Johann III., Wild- und Rheingraf vom Stein[9] (1371–1428) ⚭ Adelheid von Kyrburg und Flonheim († 1438) (Wildgrafen), Tochter von Gerhard III., Wildgraf von Kyrburg und Flonheim († 1408)
      - J1I. Johann IV., Wild- und Rheingraf vom Stein[9][11] (1420–1476) ⚭ Elisabeth von Hanau (1416–1446) (Haus Hanau), Tochter von Reinhard II. (Hanau) (1370–1451)
        - K1I. Johann V., Wild- und Rheingraf vom Stein[9] (1436–1495) ⚭ Johannette von Salm-Obersalm (* 1460) (Haus Salm), Tochter von Simon III. (Salm-Obersalm)
          - →siehe Stammliste von Salm

        - K1II. Gerhard vom Stein[9] († 1490)
        - K1III. Friedrich vom Stein[9]
        - K1IV. Gottfried vom Stein[9]
        - K1V. Katharina vom Stein[9] († 1473)
        - K1VI. Walpurga vom Stein[9] (1440–1493) ⚭(I) Kuno von Solms (1420–1477) (Haus Solms), Sohn von Johann von Solms († 1457); ⚭(II) Gottfried XII. (Eppstein-Münzenberg) (1465–1522) (Haus Eppstein), Sohn von Gottfried VIII. (Eppstein-Münzenberg) (* 1440)
        - K1VII. Margarethe vom Stein[9]
        - K1VIII. Elisabeth vom Stein[9] († 1513)
        - K1IX. Aleid vom Stein[12]

      - J1II. Gerhard vom Stein[9] († 1474)
      - J1III. Friedrich vom Stein[9] († 1457)
      - J1IV. Konrad vom Stein[9]
      - J1V. Eva vom Stein[9] ⚭ Arnold VII. (Sierck) († 1443) (Haus Sierck), Sohn von Arnold V. (Sierck) (1366–1455)
      - J1VI. Katharina vom Stein[9]
      - J1VII. Burk vom Stein[13]

    - I1II. (II) Konrad vom Stein[9] (1382–1434)
    - I1III. (II) Friedrich I., Wild- und Rheingraf vom Stein[9] ⚭ Lukard von Eppstein-Münzenberg († 1452) (Haus Eppstein), Tochter von Gottfried VII. (Eppstein-Münzenberg) (1375–1437)
      - J2I. Gottfried vom Stein[9] († 1452)
      - J2II. Friedrich II., Wild- und Rheingraf vom Stein[9] († 1490)
      - J2III. Lukard vom Stein[9] († 1452)
      - J2IV. Johann vom Stein[14]

    - I1IV. (II) Hartrad vom Stein[9]
    - I1V. (II) Yoland vom Stein[9] ⚭ Hans V. (Hirschhorn) († 1426) (Haus Hirschhorn), Sohn von Engelhard II. (Hirschhorn)
    - I1VI. (II) Margarethe vom Stein[9]
    - I1VII. (II) Jutta vom Stein[9] ⚭ Hermann von Scharfeneck-Metz (Haus Scharfeneck), Sohn von Johann von Scharfeneck-Metz

  - H1II. Margarethe vom Stein[9] ⚭ Cuno von Winneburg (Haus Winneburg)
  - H1III. Hartrad vom Stein[9] († 1375)
  - H1IV. Hildegard vom Stein[9] ⚭ Jakob von Moncler (Haus Moncler), Sohn eines ebensolchen
  - H1V. Konrad vom Stein[9] († 1395)

## Grafen von Salm
- K1I. Johann V., Wild- und Rheingraf vom Stein[9] (1436–1495) ⚭ Johannette von Salm-Obersalm (* 1460) (Haus Salm), Tochter von Simon III. (Salm-Obersalm)
  - L1I. Friedrich von Salm[9] († 1492)
  - L1II. Johann VI. von Salm[9] (1470–1499) ⚭ Johanna von Moers-Saarwerden (Haus Moers), Tochter von Nikolaus von Moers-Saarwerden
    - M1I. Friedrich von Salm[9]
    - M1II. Barbara von Salm[9]
    - M1III. Anna von Salm[9] († 1541) ⚭ Reinhard von Zweibrücken-Bitsch (* 1495) (Haus Zweibrücken), Sohn Simon VII. (Zweibrücken-Bitsch) (1446–1499)
    - M1IV. Johanna von Salm[9] ⚭ Johann von Mörsberg (Haus Mörsberg), Sohn von Caspar von Mörsberg († 1511)
    - M1V. Philipp von Salm-Dhaun[9] (1492–1521) ⚭ Antoinette de Neufchâtel (1500–1544) (Haus Neufchâtel), Tochter von Ferdinand de Neufchâtel († 1522)
      - →siehe Stammliste von Salm-Dhaun-Neufville

    - M1VI. Johann VII. von Salm-Kyrburg[9] (1493–1531) ⚭ Anna von Isenburg-Büdingen-Kelsterbach (* 1500) (Haus Isenburg), Tochter von Philipp von Isenburg-Büdingen-Kelsterbach (1467–1526)
      - →siehe Stammliste von Salm-Kyrburg

    - M1VII. Jakob von Salm[9] († 1533)
    - M1VIII. Ursula von Salm[9] (1510–1601)

  - L1III. Jakob von Salm[9] († 1507)
  - L1IV. Johannette von Salm[9] ⚭(I) Jakob, Burggraf von Rheineck (Burggrafen von Rheineck), Sohn von Dietrich, Burggraf von Rheineck († 1471); ⚭(II) Philipp Beissel von Gymnich (Haus Beissel von Gymnich)

### Linie Salm-Dhaun-Neufville
- M1V. Philipp von Salm-Dhaun[15] (1492–1521) ⚭ Antoinette de Neufchâtel (1500–1544) (Haus Neufchâtel), Tochter von Ferdinand de Neufchâtel († 1522)
  - N1I. Anna von Salm-Dhaun-Neufville[16] (1515–1550) ⚭ Philipp II. (Daun-Falkenstein) (* 1505) (Haus Daun), Sohn von Wirich V. (Daun-Falkenstein) (1473–1541)
  - N1II. Philipp Franz von Salm-Dhaun-Neufville[15] (1518–1561) ⚭ Maria Aegyptiaca von Oettingen-Oettingen (1520–1559) (Haus Oettingen), Tochter von Ludwig XV. (Oettingen-Oettingen) (1486–1557)
    - O1I. Margarethe von Salm-Dhaun-Neufville[15] (1540–1600) ⚭ Johann Gerhard von Manderscheid-Gerolstein (1536–1611) (Haus Manderscheid), Sohn von Gerhard von Manderscheid-Gerolstein (1491–1548)
    - O1II. Elisabeth von Salm-Dhaun-Neufville[15] (* 1540) ⚭ Sebastian von Daun-Falkenstein (Haus Daun), Sohn von Wirich V. (Daun-Falkenstein) (1473–1541)
    - O1III. Johann Philipp II. von Salm-Dhaun-Neufville[15] (1545–1569) ⚭ Diane de Dommartin (* 1552) (Haus Dommartin), Tochter von Louis de Dommartin († 1554)
      - P1I. Claudine von Salm-Dhaun-Neufville[15] (1569–1632) ⚭ Robert de Ligne (1564–1614) (Haus Ligne), Sohn von Jean de Ligne (1525–1568)

    - O1IV. Friedrich von Salm-Neufville[15] (1547–1608) ⚭(I) Franziska von Salm-Badenweiler (1545–1587) (Haus Salm), Tochter von Johannes VI. (Salm-Badenweiler) (1495–1548); ⚭(II) Anna Amalia von Nassau-Weilburg (1549–1598) (Haus Nassau), Tochter von Philipp III. (Nassau-Weilburg) (1504–1559); ⚭(III) Sibylle Juliane zu Isenburg-Birstein (1574–1604) (Haus Isenburg), Tochter von Philipp II. (Isenburg-Birstein) (1526–1596); ⚭(IV) Anna Amalie von Erbach (1577–1630) (Haus Erbach), Tochter von Georg III. (Erbach) (1548–1605)
      - →siehe Stammliste von Salm-Neufville

    - O1V. Albrecht von Salm-Dhaun-Neufville[15] (* 1553)
    - O1VI. Salome Apollonia von Salm-Dhaun-Neufville[15]
    - O1VII. Johann Christoph von Salm-Grumbach[15] (1555–1585) ⚭ Dorothea von Mansfeld-Vorderort (* 1552) (Haus Mansfeld), Tochter von Johann Georg I. (Mansfeld-Vorderort) (1515–1579)
      - →siehe Stammliste von Salm-Grumbach

    - O1VIII. Christian Karl von Salm-Dhaun-Neufville († 1572)[17]
    - O1IX. Adolf Heinrich von Salm-Dhaun[15] (1557–1606) ⚭ Juliana von Nassau-Dillenburg (1566–1630) (Haus Nassau), Tochter von Johann VI. (Nassau-Dillenburg) (1536–1606)
      - →siehe Stammliste von Salm-Dhaun

  - N1III. Johann Philipp I. von Salm-Dhaun-Neufville[15] (1520–1566) ⚭ Jeanne Ricard de Genouillac (1512–1567) (Haus Ricard de Genouillac), Tochter von Jacques Ricard de Genouillac (1465–1546)
  - N1IV. Margarethe von Salm-Dhaun-Neufville[15] (1521–1576) ⚭ Eberhard XII. (Erbach) (1511–1564) (Haus Erbach), Sohn von Eberhard XI. (Erbach) (1475–1539)

#### Linie Salm-Neufville
- O1IV. Friedrich von Salm-Neufville[15] (1547–1608) ⚭(I) Franziska von Salm-Badenweiler (1545–1587) (Haus Salm), Tochter von Johannes VI. (Salm-Badenweiler) (1495–1548); ⚭(II) Anna Amalia von Nassau-Weilburg (1549–1598) (Haus Nassau), Tochter von Philipp III. (Nassau-Weilburg) (1504–1559); ⚭(III) Sibylle Juliane zu Isenburg-Birstein (1574–1604) (Haus Isenburg), Tochter von Philipp II. (Isenburg-Birstein) (1526–1596); ⚭(IV) Anna Amalie von Erbach (1577–1630) (Haus Erbach), Tochter von Georg III. (Erbach) (1548–1605)
  - P2I. (I) Juliane Ursula von Salm-Neufville[15] (1572–1614) ⚭ Georg Friedrich von Baden-Durlach (1573–1638) (Haus Baden), Sohn von Karl II. (Baden-Durlach) (1529–1577)
  - P2II. (I) Philipp Otto von Salm-Neufville[15] (1575–1634) ⚭ Christine de Croÿ-Havré (1580–1664) (Haus Croÿ), Tochter von Charles-Philippe de Croÿ-Havré (1549–1613)
    - Q1I. Isabella von Salm-Neufville[15] († 1620)
    - Q1II. Ludwig von Salm-Neufville[15] (1618–1636)
    - Q1III. Leopold Philipp Karl von Salm-Neufville[15] (1620–1663) ⚭ Maria Anna von Bronckhorst-Batenburg (1624–1661) (Haus Bronckhorst), Tochter von Diedrich von Bronckhorst-Batenburg (1578–1649)
      - R1I. Karl Theodor Otto von Salm-Neufville[15] (1645–1710) ⚭(I) Godofreda Maria Anna Huyn von Geleen (1646–1667) (Haus Huyn); ⚭(II) Luise Maria von Pfalz-Simmern (1647–1679) (Haus Wittelsbach), Tochter von Eduard von Pfalz-Simmern (1625–1663)
        - S1I. (I) Maria Godofreda Dorothea von Salm-Neufville[15] (1667–1732) ⚭ Leopold Ignaz Joseph von Dietrichstein (1660–1708) (Haus Dietrichstein), Sohn von Ferdinand Joseph von Dietrichstein (1636–1698)
        - S1II. (II) Luise von Salm-Neufville[15] (* 1672)
        - S1III. (II) Unbekannt von Salm-Neufville[18] (1673)
        - S1IV. (II) Ludwig Otto von Salm-Neufville[15] (1674–1738) ⚭ Albertine Johannette von Nassau-Hadamar (1679–1716) (Haus Nassau), Tochter von Moritz Heinrich von Nassau-Hadamar (1626–1679)
          - T1I. Dorothea Franziska Agnes von Salm-Neufville[15] (1702–1751) ⚭ Nikolaus Leopold zu Salm-Salm (1701–1770) (S3I.)
          - T1II. Elisabeth Alexandra von Salm-Neufville[15] (1704–1739) ⚭ Claude Lamoral II. (Ligne) (1685–1766) (Haus Ligne), Sohn von Henri Louis Ernest de Ligne (1644–1702)
          - T1III. Christine von Salm-Neufville[15] (1707–1777) ⚭(I) Joseph von Hessen-Rheinfels-Rotenburg (1705–1744) (Haus Hessen), Sohn von Ernst II. Leopold (Hessen-Rheinfels-Rotenburg) (1684–1749); ⚭(II) Nikolaus Leopold zu Salm-Salm (1701–1770) (S3I.)

        - S1V. (II) Unbekannt von Salm-Neufville[19] (1675)
        - S1VI. (II) Luise Apollonia von Salm-Neufville[15] (1677–1678)
        - S1VII. (II) Eleanore Christine von Salm-Neufville[15] (1678–1737) ⚭ Conrad Albert Charles von Ursel (1665–1738) (Haus Ursel), Sohn von François von Ursel (1626–1696)

      - R1II. Gaston Philipp von Salm-Neufville[15] (1646–1668)
      - R1III. Ludwig Liborius von Salm-Neufville[15]
      - R1IV. Dorothea Maria von Salm-Neufville[15] (1651–1702)
      - R1V. Maria Christiane von Salm-Neufville[15] (* 1653)

  - P2III. (I) Franziska von Salm-Neufville[15] (1580–1619) ⚭ Johann Georg (Hohenzollern-Hechingen) (1577–1623) (Haus Hohenzollern), Sohn von Eitel Friedrich IV. (Hohenzollern-Hechingen) (1545–1605)
  - P2IV. (I) Johann Georg von Salm-Neufville (1580–1650) ⚭(I) Margarethe von Mansfeld-Hinterort (1592–1638) (Haus Mansfeld), Tochter von Ernst III. (Mansfeld-Hinterort) (1561–1609); ⚭(II) Anna Maria von Criechingen (1614–1676) (Haus Criechingen), Tochter von Peter Ernst II. (Criechingen) († 1633)
    - Q2I. (I) Elisabeth von Salm-Neufville[15] (1620–1653) ⚭ Johann Ludwig von Salm-Dhaun (1620–1673) (Q5I.)
    - Q2II. (I) Anna Maria von Salm-Neufville[15] ⚭(I) Achille de Lorraine-Guise (1615–1648) (Haus Guise), Sohn von Louis III. (Lorraine-Guise) (1575–1621); ⚭(II) Johann Anton Cratz von Scharffenstein (Haus Cratz von Scharffenstein), Sohn von Johann Philipp Cratz von Scharffenstein (1590–1635)

  - P2V. (III) Johann August von Salm-Neufville[15] († 1648)
  - P2VI. (III) Ernst Ludwig von Salm-Neufville[15] († 1628)
  - P2VII. (III) Otto Ludwig von Salm-Neufville[15]
  - P2VIII. (III) Elisabeth Juliana von Salm-Neufville[15] (1602–1653) ⚭(I) Heinrich IV. (Reuß-Obergreiz) (1597–1629) (Haus Reuß), Sohn von Heinrich V. (Reuß-Untergreiz) (1549–1604); ⚭(II) Heinrich III. (Reuß-Schleiz) (1603–1640) (Haus Reuß), Sohn von Heinrich II. (Reuß-Gera) (1572–1635)
  - P2IX. (III) Ludwig Heinrich von Salm-Neufville[15]
  - P2X. (IV) Anna Maria von Salm-Neufville[15] ⚭ Heinrich V. (Reuß-Untergreiz) (1602–1667) (Haus Reuß), Sohn eines ebensolchen (siehe P2VIII.)
  - P2XI. (IV) Franziska von Salm-Neufville[15]
  - P2XII. (IV) Friedrich I. Magnus von Salm-Neufville[15][20] (1607–1673) ⚭ Marguerite Thesart, Nichte von Kardinal Richelieu
    - Q3I. Friedrich von Salm-Neufville[20]
    - Q3II. Karl Florentin von Salm-Neufville[20] (1638–1676) ⚭ Marie Gabrielle de Lalaing (1640–1709) (Haus Lalaing), Tochter von Albert-François de Lalaing (1610–1643)
      - R2I. Friedrich II. Carl Magnus von Salm-Neufville[20] (1658–1696) ⚭ Brigitte Louise de Rubempré († 1730) (Haus Rubempré)
      - R2II. Klara Eleonore Charlotte von Salm-Neufville[20] (1665–1700) ⚭ Maximilien-Albert de Merode-Montfort (1662–1716) (Haus Merode), Sohn von Ferdinand de Merode-Montfort (1633–1679)
        - S2I. Franz Otto von Salm-Neufville[20]

      - R2III. Maria Margarethe von Salm-Neufville[20]
      - R2IV. Albertine Isabella von Salm-Neufville[20] († 1715) ⚭ Carlo Federico de Spinola († 1709) (Haus Spinola)
      - R2V. Wilhelm Florentin von Salm-Hoogstraten[20] (1670–1707) ⚭ Maria Anna von Mansfeld-Vorderort (1680–1723) (Haus Mansfeld), Tochter von Heinrich Franz von Mansfeld-Vorderort (1640–1715)
        - S3I. Nikolaus Leopold von Salm-Salm[20] (1701–1770) ⚭(I) Dorothea Franziska Agnes von Salm-Neufville (1702–1751) (T1I.); ⚭(II) Christine von Salm-Neufville (1707–1777) (T1III.)
          - →siehe Stammliste von Salm-Salm

      - R2VI. Heinrich Gabriel Joseph von Salm-Leuze[20] (1674–1716) ⚭ Marie Therese de Croÿ († 1713) (Haus Croÿ), Tochter von Philippe François Albert de Croÿ
        - →siehe Stammliste von Salm-Leuze

##### Linie Salm-Salm
- S3I. Nikolaus Leopold von Salm-Salm[20] (1701–1770) ⚭(I) Dorothea Franziska Agnes von Salm-Neufville (1702–1751) (T1I.); ⚭(II) Christine von Salm-Neufville (1707–1777) (T1III.)
  - T2I. (I) Gabriela Maria Christine Luise von Salm-Salm[20] (1720–1792)
  - T2II. (I) Ludwig Karl Otto von Salm-Salm[20] (1721–1778) ⚭ Marie Anne Felicite von Horion (1743–1800) (Haus Horion), Tochter von Wilhelm Assuer Ludwig von Horion (1692–1759)
  - T2III. (I) Wilhelm Florentin Claudius Lamoral von Salm-Salm[20] (1723–1744)
  - T2IV. (I) Elisabeth Luise von Salm-Salm[20] (1724–1725)
  - T2V. (I) Luise Franziska Wilhelmine Anselmina von Salm-Salm[20] (1725–1764) ⚭ Johann Wilhelm von Manderscheid-Blankenheim-Gerolstein (1708–1772) (Haus Manderscheid), Sohn von Franz Georg von Manderscheid-Blankenheim-Gerolstein (1669–1731)
  - T2VI. (I) Maria Christine von Salm-Salm[20] (1728–1779)
  - T2VII. (I) Maria Elisabeth Josepha von Salm-Salm[20] (1729–1775) ⚭ Eugen Erwein Franz Wilhelm Anselm Karl von Schönborn-Heussenstamm (1727–1801) (Haus Schönborn), Sohn von Anselm Franz von Schönborn-Heussenstamm (1681–1726)
  - T2VIII. (I) Franz Georg Leopold von Salm-Salm[20] (1730–1731)
  - T2IX. (I) Maria Franziska Josephe von Salm-Salm[20] (1731–1806) ⚭ Georg Adam von Starhemberg (1724–1807) (Haus Starhemberg), Sohn von Konrad Siegmund von Starhemberg (1689–1727)
  - T2X. (I) Maximilian Friedrich Ernst von Salm-Salm[20] (1732–1773) ⚭ Maria Ludovica Eleanore von Hessen-Rheinfels-Rotenburg (1729–1800) (Haus Hessen), Tochter von Joseph von Hessen-Rheinfels-Rotenburg (1705–1744)
    - U1I. Nicolaus Leopold Ludwig von Salm-Salm[20] (1760–1768)
    - U1II. Konstantin Alexander Joseph Johann Nepomuk von Salm-Salm[20][21] (1762–1828) ⚭(I) Victoria Felicitas zu Löwenstein-Wertheim-Rochefort (1769–1786) (Haus Löwenstein-Wertheim), Tochter von Theodor Alexander zu Löwenstein-Wertheim-Rochefort (1722–1780); ⚭(II) Marie Valpurga von Sternberg-Manderscheid (1770–1806) (Haus Sternberg), Tochter von František Kristián von Sternberg (1732–1798); ⚭(III) Katharina Bender (1791–1831)
      - V1I. (I) Maria Viktoria von Salm-Salm (1784–1786)
      - V1II. (I) Wilhelm Florentin Ludwig Karl von Salm-Salm[21] (1786–1846) ⚭ Flaminia Rossi (1795–1840)
        - W1I. Alfred Konstantin Alexander Angelus Maria von Salm-Salm[21] (1814–1886) ⚭ Auguste de Croÿ (1815–1886) (Haus Croÿ), Tochter von Ferdinand de Croÿ (1791–1810)
          - X1I. Mathilde Wilhelmine Marie Constanze von Salm-Salm[21] (1837–1898)
          - X1II. Nikolaus Leopold Joseph Maria von Salm-Salm[21] (1838–1908) ⚭ Eleonore de Croÿ (1855–1903) (Haus Croÿ), Tochter von Alexis de Croÿ (1825–1898)
          - X1III. Franziska Adelheid Marie Christine Alix von Salm-Salm[21] (1840–1916) ⚭ Philipp August de Croÿ (1840–1913) (Haus Croÿ), Sohn von Philipp Franz Reinald Victurnian de Croÿ (1801–1871)
          - X1IV. Maria Eleonore Maximiliane Auguste von Salm-Salm[21] (1843–1908)
          - X1V. Karl Theodor Alfred Maria Paul Amatus von Salm-Salm[21] (1845–1923)
          - X1VI. Alfred Ferdinand Stephan Maria von Salm-Salm[21] (1846–1923) ⚭ Rosa von Lützow (1850–1927) (Haus Lützow), Tochter von Franz Joseph Johann Nepomuk von Lützow (1814–1897)
            - Y1I. Emanuel Alfred Leopold Franz von Salm-Salm[21] (1871–1916) ⚭ Maria Christine von Österreich-Teschen (1879–1962) (Haus Habsburg-Lothringen), Tochter von Friedrich von Österreich-Teschen (1856–1936)
              - Z1I. Isabelle Maria Rosa Katharina Antonia von Salm-Salm[21] (1903–2009) ⚭ Felix von Loë (1896–1944) (Haus Loë), Sohn von Friedrich Leopold von Loë (1861–1899)
              - Z1II. Rosemary Friederike Isabella Eleonore Henriette Antonia von Salm-Salm[21] (1904–2001) ⚭ Hubert Salvator von Österreich-Toskana (1894–1971) (Haus Habsburg-Toskana), Sohn von Franz Salvator von Österreich-Toskana (1866–1939)
              - Z1III. Nikolaus Leopold Heinrich Alfred Emanuel Friedrich Antonius von Salm-Salm[21] (1906–1988) ⚭(I) Ida von Wrede (1909–1998) (Haus Wrede), Tochter von Carl Philipp Maria Gabriel von Wrede (1862–1928); ⚭(II) Eleonore von Zitzewitz (1919–2011) (Haus Zitzewitz); ⚭(III) Maria Moret (1930–1982); ⚭(IV) Christiane Kostecki (* 1958)
                - Ä1I. (I) Konstanze Maria Theresia Jakobea Kaspara von Salm-Salm[21] (1929–1980) ⚭ Joseph Zdenko von Thun und Hohenstein (1907–1976) (Haus Thun und Hohenstein), Sohn von Guidobald von Thun und Hohenstein (1870–1925)
                - Ä1II. (I) Alfred Franz Emanuel Christophorus Bruno Melchior von Salm-Salm[21] (1930–1945)
                - Ä1III. (I) Karl Philipp Joseph Petrus Coelestin Balthasar von Salm-Salm[21] (* 1933) ⚭(I) Erika von Morgen (1935–2007) (Haus Morgen), Tochter von Ernst von Morgen (1893–1963); ⚭(II) Elisabeth Frisch (* 1951)
                  - Ö1I. (I) Emanuel Philipp Nikolaus Johann Felix von Salm-Salm[21] (* 1961) ⚭ Zita von Klot-Heydenfeldt (* 1970) (Haus Klot)
                  - Ö1II. (I) Philipp Petrus Andreas Antonius Joachim von Salm-Salm[21] (* 1963) ⚭ Hermine de Cassan-Floyrac (* 1975)
                    - Ü1I. Wilhelm von Salm-Salm[21] (* 2005)

                  - Ö1III. (I) Felicitas Marcellina Josepha Flaminia Maria von Salm-Salm[21] (* 1965) ⚭ Christoph von Grolman (* 1959) (Haus Grolman)
                  - Ö1IV. (I) Clemens Angelus Paul Ferdinand Moritz von Salm-Salm[21] (* 1966) ⚭ Johanna zu Stolberg-Stolberg (* 1969) (Haus Stolberg), Tochter von Ferdinand zu Stolberg-Stolberg (1926–1998)

                - Ä1IV. (I) Anna Huberta Maria Alfonsa Kaspara von Salm-Salm[21] (* 1935) ⚭ Paul Franz August Christoph von Degenfeld-Schönburg (* 1924) (Haus Degenfeld), Sohn von Maximilian Christoph von Degenfeld-Schönburg (1884–1983)
                - Ä1V. (I) Margarethe Cecilia Johanna Alfonsa Melchiara von Salm-Salm[21] (* 1935) ⚭ Georg Solznoki-Scheftsik (1926–1965)
                - Ä1VI. (II) Ludwig-Wilhelm Carl Emanuel Jörg Nikolaus von Salm-Salm[21] (* 1953) ⚭(I) Christiane Hansen (* 1966); ⚭(II) Ulrike Grünewald (* 1967)
                  - Ö2I. (II) Gloria von Salm-Salm (* 2005)
                  - Ö2II. (II) Mafalda von Salm-Salm (* 2005)

                - Ä1VII. (III) Christian-Nikolaus Lucius Piero Angelus von Salm-Salm[21] (* 1964)

              - Z1IV. Cäcilie Marie Alphonsine Emmanuele Antonia von Salm-Salm[21] (1911–1991) ⚭ Franz Joseph Alfred Leopold zu Salm-Reifferscheidt-Krautheim-Dyck (1899–1958) (Haus Salm), Sohn von Alfred Georg Konstantin zu Salm-Reifferscheidt-Krautheim-Dyck (1863–1924)
              - Z1V. Franz Joseph von Salm-Salm[21] (1912–1917)

            - Y1II. Franz Emanuel Konstantin von Salm-Salm[21] (1876–1964) ⚭ Maria Anna von Dalberg (1891–1979) (Haus Dalberg), Tochter von Karl Heribert Friedrich Ludwig Maria Georg Hubertus Anastasius von Dalberg (1849–1920)
              - Z2I. Marie Gabriele von Salm-Salm[21] (1913–1998) ⚭ Joseph Erwein von Deroy-Fürstenberg (1908–1977) (Haus Fürstenberg), Sohn von Friedrich Leopold von Fürstenberg (1876–1946)
              - Z2II. Marie Christine Rosa von Salm-Salm[21] (* 1914)
              - Z2III. Auguste Franziska Karoline von Salm-Salm[21] (* 1916) ⚭ Kurt Brubach (* 1921)
              - Z2IV. Franz Karl Alfred Emanuel Aloysius Josef Maria von Salm-Salm[21] (1917–2011) ⚭ Maria von Böselager (* 1923) (Haus Böselager), Tochter von Albert von Böselager (1883–1956)
                - Ä2I. Michael Alfred Wolfgang Dietrich Hendrik Antonius Maria von Salm-Salm[21] (* 1953) ⚭ Philippa zu Castell-Castell (* 1952) (Haus Castell), Tochter von Albrecht zu Castell-Castell (1925–2016)
                  - Ö3I. Christina Marie Anna Florentine von Salm-Salm[21] (* 1978) ⚭ Raphael Eugen Michael Johannes Marianus Maria von und zu Hoensbroech (* 1977) (Haus Hoensbroech), Sohn von Godehard Maximilian Clemens Albertus Antonius Josef Maria von und zu Hoensbroech (* 1936)
                  - Ö3II. Constantin Carl Maria von Salm-Salm[21][22] (* 1980) ⚭ Friederike Stephanie Gumberz von Rhontal (* 1983) (Haus Rhontal)
                    - Ü2I. Carlotta von Salm-Salm[22] (* 2009)
                    - Ü2II. Casper Felix Maximilian Maria von Salm-Salm[22] (* 2010)
                    - Ü2III. Casimir Constantin Conradin von Salm-Salm[23] (* 2012)

                  - Ö3III. Felix Franz Georg Maria von Salm-Salm[21][22] (* 1981) ⚭(I) Alina-Cécile Hennigs; ⚭(II) Bebra Victoria von Trott zu Solz (Haus Trott zu Solz)
                    - Ü3I. (I) Josephine von Salm-Salm[24] (* 2011)

                  - Ö3IV. Marie-Anna Franziska von Salm-Salm[21] (* 1986) ⚭ Dominik von Neipperg (* 1981) (Haus Neipperg), Sohn von Karl Eugen von Neipperg (* 1951)
                  - Ö3V. Antonia Cecilie Theresa Gustave von Salm-Salm[21] (* 1987) ⚭ Clemens von Mirbach-Harff (* 1980) (Haus Mirbach), Sohn von Antonius von Mirbach-Harff (* 1932)
                  - Ö3VI. Cecily Henriette Philippa Maria von Salm-Salm[21] (* 1989) ⚭ Ludwig Benecke (* 1987)

                - Ä2II. Maria Katharina Anna Antonia Gabriele Huberta von Salm-Salm[21] (* 1954) ⚭ Christoph Rechberg (* 1950)
                - Ä2III. Jeanne Marie-Therese Eleonore Antoinette von Salm-Salm[21] (* 1955)
                - Ä2IV. Adelheid Christiane Johanna Albertine Antonia Maria von Salm-Salm[21] (* 1958) ⚭(I) Ekkehart Panek (* 1962); ⚭(II) Martin Geck (* 1936)
                - Ä2V. Antoinette Sophie Flaminia Alexandra Maria von Salm-Salm[21] (* 1959)
                - Ä2VI. Christiane Flaminia Nathalie Elisabeth Anthonia Huberta Maria von Salm-Salm[21] (* 1962) ⚭ Daniel Werner (* 1957)
                - Ä2VII. Franziskus-Hendrick Philipp Alfred Hermann Wolfgang Heribert Stephan Joseph Maria von Salm-Salm[21] (* 1963) ⚭ Sophia von Spee (* 1973) (Haus Spee)
                  - Ö4I. Karl-Emanuel Franz Clemens Philipp Maria von Salm-Salm[25] (* 2002)
                  - Ö4II. Antonius Leonhard Johannes Paul Maria von Salm-Salm[25] (* 2003)
                  - Ö4III. Paul-Leonhard Franz Hubertus Maria[25] (* 2005)

                - Ä2VIII. Georg-Alfred Winfried von Salm-Salm[21] (* 1969) ⚭ Marie-Amélie Kaufmann
                  - Ö5I. Stella Felicia Ilona Ida Maria von Salm-Salm[25] (* 2004)

              - Z2V. Alfred Constantin Augustinus Johannes Baptist Joseph Maria von Salm-Salm[21] (1920–1944)
              - Z2VI. Elisabeth Henriette Maria Felizitas Pia von Salm-Salm[21] (* 1922)
              - Z2VII. Maria-Anna von Salm-Salm[21] (1924–1992)

            - Y1III. Marie Emma Henriette Franziska von Salm-Salm[21] (1874–1966)
            - Y1IV. Henriette Franziska Alexia von Salm-Salm[21] (1875–1961) ⚭ Carlo Lucchesi-Palli (1868–1951) (Haus Lucchesi-Palli), Sohn von Adinolfo Lucchesi-Palli (1840–1911)
            - Y1V. Rosa Mathilde Charlotte Leopoldine von Salm-Salm[21] (1878–1963) ⚭ Karl Heinrich zu Solms-Laubach (1870–1945) (Haus Solms), Sohn von Friedrich Wilhelm August Christian zu Solms-Laubach (1833–1900)
            - Y1VI. Alfred Florentin Konstantin von Salm-Salm[21] (1879–1952)
            - Y1VII. Auguste Flaminia Ferdinanda von Salm-Salm[21] (1881–1946) ⚭ Felix Droste zu Vischering von Nesselrode-Reichenstein (1871–1953) (Haus Droste zu Vischering), Sohn von Johann Droste zu Vischering von Nesselrode-Reichenstein (1837–1904)
            - Y1VIII. Eleonore Henriette Christine von Salm-Salm[21] (1887–1978) ⚭ Carl Rieniets († 1957)

          - X1VII. Emanuel Maria Johann von Salm-Salm[21] (1847–1866)
          - X1VIII. Wilhelm Florentin Felix Leopold Maria von Salm-Salm[21] (1848–1894)
          - X1IX. Maximilian Emil Franz August Maria von Salm-Salm[21] (1849–1873)
          - X1X. Euphemia Maximiliana Maria Constance von Salm-Salm[21] (1851–1931)
          - X1XI. Rudolpha Maria Flaminia von Salm-Salm[21] (1853–1913) ⚭ Ferdinand Marie Hubert Felix Wolff Metternich zur Gracht (1845–1938) (Haus Wolff Metternich zur Gracht), Sohn von Levin Wilhelm Anton Walburg Marie Hubert Wolff Metternich zur Gracht (1811–1869)

        - W1II. Emil Georg Maximilian August von Salm-Salm[21] (1820–1858) ⚭ Agnes Wilhelmine Elisabeth Friederike von Ising (1822–1887) (Haus Ising)
          - X2I. Florentin Andreas Rudolf Clemens Maria von Salm-Salm[21] (1852–1870)
          - X2II. Alexander Felix Emil Eberhard Waldemar Maria von Salm-Salm[21] (1853–1892) ⚭ Louise Romanes (1860–1909)
          - X2III. Klara Clementine Friederike Flaminia Olga Maria von Salm-Salm[21] (1854–1903) ⚭ Adam Peter von Padberg († 1912) (Haus Padberg)

        - W1III. Felix Constantin Alexander Johann Nepomuk von Salm-Salm[21] (1828–1870) ⚭ Agnes Le Clerq (1844–1912)

      - V1III. (II) Eleanore Wilhelmine Luise von Salm-Salm[21] (1790–1871) ⚭ Alfred François de Croÿ (1789–1861) (Haus Croÿ), Sohn von Auguste de Croÿ (1765–1822)
      - V1IV. (II) Christian Philipp August Felix von Salm-Salm[21] (1791)
      - V1V. (II) Georg Leopold Maximilian Christian von Salm-Salm[21] (1793–1836) ⚭ Rosina von Sternberg (1802–1870) (Haus Sternberg), Tochter von Josef Leopold von Sternberg (1770–1858)
        - W2I. Konstantin von Salm-Salm[21] (1829–1839)
        - W2II. Franziska Maria Johanna Carolina Aloisia von Salm-Salm[21] (1833–1908) ⚭ Alexis de Croÿ (1825–1898) (Haus Croÿ), Sohn von Alfred François de Croÿ (1789–1861)

      - V1VI. (II) Johanna Wilhelmine Augusta von Salm-Salm[21] (1796–1868) ⚭ Philipp Franz Reinald Victurnian de Croÿ (1801–1871) (Haus Croÿ), Sohn von Auguste de Croÿ (1765–1822)
      - V1VII. (II) Auguste Luise Maria von Salm-Salm[21] (1798–1837)
      - V1VIII. (II) Sophie von Salm-Salm[21] (* 1799)
      - V1IX. (II) Franz Joseph Friedrich Philipp von Salm-Salm[21] (1801–1842) ⚭ Sophie zu Löwenstein-Wertheim-Rosenberg (1814–1876) (Haus Löwenstein-Wertheim), Tochter von Dominik Constantin zu Löwenstein-Wertheim-Rochefort (1762–1814)
        - W3I. Marie Eleonore Kreszentia Katharina von Salm-Salm[21] (1842–1891) ⚭(I) Mariano Francisco Téllez-Girón y Beaufort (1814–1882) (Haus Téllez-Girón), Sohn von Francisco de Borja Téllez-Girón y Pimentel (1785–1820); ⚭(II) Rudolf de Croÿ (1823–1902) (Haus Croÿ), Sohn von Alfred François de Croÿ (1789–1861)

      - →siehe Stammliste von Salm-Hoogstraten

    - U1III. Ludwig Johann Nepomuck von Salm-Salm[20] (1765)
    - U1IV. Georg Adam Franz von Salm-Salm[20] (1766–1834)
    - U1V. Wilhelm Florentin Friedrich von Salm-Salm[20] (1769–1824)
    - U1VI. Ludwig Otto Oswald von Salm-Salm[20] (1772–1822) ⚭ Felicitas Moreno
    - U1VII. Maria Anna Henriette von Salm-Salm[20] (1773–1776)

  - T2XI. (I) Karl Alexander Ernst von Salm-Salm[20] (1735–1796) ⚭ Maria Katharina von Leers (* 1753) (Haus Leers)
    - U2I. Franz August Ludwig von Salm-Salm[20] (1773–1809)

  - T2XII. (I) Augusta Sophie von Salm-Salm[20] (1735–1775)
  - T2XIII. (I) Maria Josephe von Salm-Salm[20] (1736–1799) ⚭ Karl Albrecht I. (Hohenlohe-Waldenburg-Schillingsfürst) (1719–1793) (Haus Hohenlohe), Sohn von Philipp Ernst zu Hohenlohe-Waldenburg-Schillingsfürst (1663–1759)
  - T2XIV. (I) Marie Josephine Henriette von Salm-Salm[20] (1737–1774)
  - T2XV. (I) Maria Anna Viktoria Wilhelmine von Salm-Salm[20] (1740–1816) ⚭ Pedro de Alcántara Álvarez de Toledo y de Silva Mendoza (1729–1790) (Haus Álvarez de Toledo), Sohn von Miguel Álvarez de Toledo y de Córdova († 1734)
  - T2XVI. (I) Emanuel Heinrich Nikolaus Leopold von Salm-Salm[20] (1742–1808)
  - T2XVII. (I) Franz Joseph Johannes Andreas von Salm-Salm[20] (* 1743) ⚭ Antoinette de Maimbourg (Haus Maimbourg)
  - T2XVIII. (I) Wilhelm Florentin von Salm-Salm[20] (1745–1810)
  - T2XIX. (I) Tochter von Salm-Salm[26] (1746)

###### Jüngere Linie Salm-Hoogstraten (Hoogstraeten)
- U1II. Konstantin Alexander Joseph Johann Nepomuk von Salm-Salm[20][21] (1762–1828) ⚭(III) Katharina Bender (1791–1831)
  - V1X. (III) Otto Ludwig Oswald von Salm-Hoogstraten[21] (1810–1869) ⚭(I) Ernestine von Varnbüler (1814–1839) (Haus Varnbüler); ⚭(II) Pauline von Speth (1830–1915) (Haus Speth)
  - V1XI. (III) Eduard August Georg von Salm-Hoogstraten[21] (1812–1886) ⚭ Sophie von Rohr (1824–1891) (Haus Rohr)
    - W4I. Constantin Carl Gustav von Salm-Hoogstraten[21] (1846–1868)
    - W4II. Philipp Otto Ludwig von Salm-Hoogstraten[21] (1847–1880)

  - V1XII. (III) Rudolf Hermann Wilhelm Florentin August von Salm-Hoogstraten[21] (1817–1869) ⚭ Emilie Alexandrine von Borcke (1822–1874) (Haus Borcke), Tochter von Heinrich von Borcke († 1825)
    - W5I. Marie Florentine Ottilie Henriette Amelie von Salm-Hoogstraten[21] (* 1840) ⚭ Amely de Petersen
    - W5II. Manfred August Albrecht Anton Heinrich von Salm-Hoogstraten[21] (1843–1903) ⚭ Christine Schaaf (* 1840)
      - X4I. Maria Rudolf Johann Manfred von Salm-Hoogstraten[21] (1877–1944) ⚭ Sophie Heuschen (1876–1934)
        - Y3I. Manfred Rudolf Kreuzwendedich Maria von Salm-Hoogstraten[21] (1911–1994) ⚭ Edelgard Ruth Drozella (* 1923)
          - Z3I. Angela Maria von Salm-Hoogstraten[21] (* 1946) ⚭ Paul Smit (* 1949)
          - Z3II. Barbara Maria von Salm-Hoogstraten[21] (* 1947) ⚭ Henricus Anton Marie Weebers (* 1948)
          - Z3III. Manfred Rudolf Maria von Salm-Hoogstraten[21] (* 1949) ⚭ Yvonne Gabrielli (* 1952)
          - Z3IV. Rudolf Manfred von Salm-Hoogstraten[21] (* 1954) ⚭ Claudia Christina Elisabeth Haag (* 1962)
            - Ä3I. Constantin Rudolf von Salm-Hoogstraten[21] (* 1990)
            - Ä3II. Sophia Ruth Antoin von Salm-Hoogstraten[21] (* 1992)
            - Ä3III. Nicholas Justus Manfred Maria von Salm-Hoogstraten[21] (* 1998)

    - W5III. Hermann Ludwig Eduard Rudolf von Salm-Hoogstraten[21] (* 1844)
    - W5IV. Constantine Sophie Amelie Hermine von Salm-Hoogstraten[21] (* 1846)
    - W5V. Pauline Alfréde Auguste Amelie Katharine von Salm-Hoogstraten[21] (* 1849) ⚭ Franz Stotten († 1879)
    - W5VI. Maximilian Emil Rudolf Hugues Maria von Salm-Hoogstraten[21] (1850–1871)
    - W5VII. Felix Ferdinand Adrian Constantin Alexander Carl Conrad von Salm-Hoogstraten[21] (* 1853)
    - W5VIII. Conrad Gisbert Wilhelm Florentin von Salm-Hoogstraten[21] (* 1855) ⚭ Emma Köhler
      - X5I. Heinrich Carl Theodor von Salm-Hoogstraten[21] (* 1882) ⚭ Margarete Luise Sofie Norden (1878–1953)
        - Y4I. Konrad Konstantin von Salm-Hoogstraten[21] (* 1913) ⚭ Friederike Hubertina Helene Müsken (* 1909)
          - Z4I. Helene Erika von Salm-Hoogstraten[21] (* 1939)
          - Z4II. Rosemarie Sophie von Salm-Hoogstraten[21] (* 1939) ⚭ Kurt Thelen (* 1936)
          - Z4III. Manfred von Salm-Hoogstraten[21] (* 1944)

  - V1XIII. (III) Albrecht Friedrich Ludwig Johann von Salm-Hoogstraten[21] (1851–1919) ⚭ Luise von Bohlen (Haus Bohlen), Tochter von Karl Wilhelm von Bohlen
    - W6I. Hermann Emil Constantin von Salm-Hoogstraten[21] (1844–1905)
    - W6II. Auguste Ottilie von Salm-Hoogstraten[21] (1845–1928)
    - W6III. Otto Ludwig Wilhelm Johann von Salm-Hoogstraten[21] (1848–1907) ⚭ Ida von Erlanger (1865–1914) (Haus Erlanger)
      - X6I. Wilhelm Ludwig von Salm-Hoogstraten[21] (1887–1915) ⚭ Katharina Benker (1891–1963)
        - Y5I. Hermann Wilhelm von Salm-Hoogstraten[21] (1913–1938) ⚭ Gertraud Annemarie Atzenhofer (* 1917)
          - Z5I. Gertraud Ulrike von Salm-Hoogstraten[21] (* 1940) ⚭ Walter Schorr (* 1945)
          - Z5II. Helga Sieglinde von Salm-Hoogstraten[21] (* 1941)
          - Z5III. Irmingard Alwine von Salm-Hoogstraten[21] (* 1948) ⚭ Günther Glätzer (* 1944)

        - Y5II. Wilhelm Hermann von Salm-Hoogstraten[21] (* 1917) ⚭(I) Friederike Schömehl (1920–1945); ⚭(II) Elisabeth Stahl (* 1924)
          - Z6I. (I) Ulrike Katherina von Salm-Hoogstraten[21] (* 1945) ⚭ Heinz Hellmann (* 1943)
          - Z6II. (II) Hans Rudolf von Salm-Hoogstraten[21] (* 1956)

      - X6II. Hermann Albrecht Eduard von Salm-Hoogstraten[21] (1888–1952) ⚭ Mária Eleonóra Ludmilla von Bissingen-Nippenburg (1896–1978) (Haus Bissingen), Tochter von Maria Otto von Bissingen-Nippenburg (1860–1900)

    - W6IV. Alfred Wilhelm Karl Alexander von Salm-Hoogstraten[21] (1851–1919) ⚭ Adolfine von Erlanger (Haus Erlanger), Tochter von Victor Alexander von Erlanger
      - X3I. Ludwig Albrecht Constantin Maria von Salm-Hoogstraten[21] (1885–1944) ⚭(I) Anne Marie von Kramsta (Haus Kramsta); ⚭(II) Mary Millicent Abigail Rogers (1902–1953), Tochter von Henry Huttleston Rogers II.
        - Y6I. Peter Alfred Constantin Maria Salm[21][27] (1924–1969) ⚭ Wiltraud von Fürstenberg (* 1940) (Haus Fürstenberg)
          - Z7I. Maria Antonia Millicent Johanna Hilda Salm[21] (* 1973)
          - Z7II. Karl Ludwig Constantin Maria Georg Julio Salm[21] (* 1979)

      - X3II. Otto Viktor Alfred Maria von Salm-Hoogstraten[21] (1886–1915) ⚭ Maud Coster (1895–1987)
        - Y7I. Henry Alexander von Salm-Hoogstraten[21] (* 1919)
        - Y7II. Luise Marie von Salm-Hoogstraten[21] (1917–1951)

      - X3III. Alfred Ludwig Arthur Maria von Salm-Hoogstraten[21] ⚭ Rose Bless (1887–1969)
      - X3IV. Alexander Franz Albrecht Maria[21] (1890–1918)

  - V1XIV. (III) Hermann Johann Ignaz Friedrich von Salm-Hoogstraten (1821–1902)

##### Linie Salm-Leuze
- R2VI. Heinrich Gabriel Joseph von Salm-Leuze[20] (1674–1716) ⚭ Marie Therese de Croÿ († 1713) (Haus Croÿ), Tochter von Philippe François Albert de Croÿ
  - S4I. Johann XI. Dominik Albert von Salm-Leuze[20] (1708–1778)
  - S4II. Philipp Joseph von Salm-Leuze-Kyrburg[20] (1709–1779) ⚭ Maria Theresia Josepha von Horn (1725–1783) (Haus Horn), Tochter von Maximilien Emanuel von Horn (1695–1763)
    - T3I. Marie Maximiliane Luise von Salm-Kyrburg[20] (1744–1790) ⚭ Jean Bretagne de La Trémoïlle (1737–1792) (Haus La Trémoïlle), Sohn von Charles-Armand-René de La Trémoille (1708–1741)
    - T3II. Friedrich III. Johann Otto Franz Christian Philipp von Salm-Kyrburg[20] (1745–1794) ⚭ Johanna Franziska Antonia von Hohenzollern-Sigmaringen (1765–1790) (Haus Hohenzollern), Tochter von Karl Friedrich von Hohenzollern-Sigmaringen (1724–1785)
      - U3I. Philippine Friederike Wilhelmine von Salm-Kyrburg[20] (1783–1786)
      - U3II. Friedrich Heinrich Otto von Salm-Kyrburg[20] (1785–1786)
      - U3III. Friedrich Emanuel Otto Ludwig Philipp Konrad von Salm-Kyrburg[20] (1786)
      - U3IV. Friedrich IV. Ernst Otto Philipp Anton Furnibert von Salm-Kyrburg[20] (1789–1859) ⚭ Cécile-Rosalie Prévost de Bordeaux (1783–1866) (Haus Prévost)
        - V2I. Friedrich V. Ernst Joseph August von Salm-Kyrburg[20] (1823–1887) ⚭ Eleonore Louise Henriette Josephine Caroline de La Trémoïlle (1827–1846) (Haus La Trémoïlle), Tochter von Charles Bretagne de La Trémoïlle (1764–1839)
          - W6I. Friedrich VI. Ernst Ludwig Karl Valentin Maria von Salm-Kyrburg[20] (1845–1905) ⚭ Louise Marie Mathilde Marguerite Cornelia Irmin Le Grand (1864–1929)
            - →siehe Stammliste von Rennenberg

    - T3III. Augusta Friederike Wilhelmine von Salm-Kyrburg[20] (* 1747) ⚭ Anne Emmanuel de Croÿ (1743–1803) (Haus Croÿ), Sohn von Emmanuel de Croÿ (1718–1784)
    - T3IV. Karl August von Salm-Kyrburg[20] (1750)
    - T3V. Ludwig Joseph Ferdinand von Salm-Kyrburg[20] (1753–1774)
    - T3VI. Marie Luise von Salm-Kyrburg[20] (* 1753)
    - T3VII. Elisabeth Claudine von Salm-Kyrburg[20] (1756–1757)
    - T3VIII. Karl Albert Heinrich von Salm-Kyrburg[20] (1761)
    - T3IX. Amalie Zephyrine von Salm-Kyrburg[20] (1760–1841) ⚭ Anton Aloys von Hohenzollern-Sigmaringen (1762–1831) (Haus Hohenzollern), Sohn von Karl Friedrich von Hohenzollern-Sigmaringen (1724–1785)
    - T3X. Moritz Gustaf Adolph von Salm-Kyrburg[20] (1761–1813) ⚭ Christiane Marie Luise von Wartenberg (* 1758) (Haus Wartenberg)

  - S4III. Henriette Theresia Norbertine von Salm-Kyrburg[20] (* 1711) ⚭ Maximilien Emanuel von Horn (1695–1763) (Haus Horn), Sohn von Philippe Emanuel von Horn (1661–1718)

###### Rennenberg
- W6I. Friedrich VI. Ernst Ludwig Karl Valentin Maria von Salm-Kyrburg[20] (1845–1905) ⚭ Louise Marie Mathilde Marguerite Cornelia Irmin Le Grand (1864–1929)
  - X6I. Ivonne Ernestine Eleonore Rosalie Marie Cornelie von Rennenberg[20] (1884–1951) ⚭ Karl Udvary (1880–1953) (Haus Udvary)
  - X6II. Maximilian Friedrich Ernst Ludwig Maria von Rennenberg[20] (1886–1948) ⚭ Mathilde von Fürstenberg (* 1900) (Haus Fürstenberg), Tochter von Maximilian Anton von Fürstenberg (1862–1929)
    - Y5I. Eleonore von Rennenberg[20] (* 1927)
    - Y5II. Paula von Rennenberg[20] (1928–2007) ⚭ Josef Geyr von Schweppenburg (* 1914) (Haus Geyr von Schweppenburg)
    - Y5III. Hermann Joseph von Rennenberg[20] (1929–1988)
      - Z8I. Angela von Rennenberg[28] ⚭ Wolfgang Schur
      - Z8II. Yvonne von Rennenberg[28]
      - Z8III. Regina von Rennenberg[28]

  - X6III. Berthe von Rennenberg[20] (* 1887) ⚭ Robert de Baré de Comogne (1888–1944) (Haus Baré de Comogne)
  - X6IV. Charlotte Marie von Rennenberg[20] (1888–1909)
  - X6V. Robert Oskar Ludwig Ernst Maria von Rennenberg[20] (1889–1950) ⚭ Clotilde von Marchant-Ansembourg (1891–1981) (Haus Marchant)
    - Y6I. Ernst Ludwig Maximilian Hubertus Maria von Rennenberg[20] (1925–2013) ⚭ Margaretha Franziska Aloysia Huberta von Loë (* 1934) (Haus Loë)
      - Z9I. Christoph von Rennenberg[28] ⚭ Waldtraud Odenthal
      - Z9II. Walther von Rennenberg[28]

    - Y6II. Walter Johann Baptist Hubertus Maria von Rennenberg[20] (1926–1944)
    - Y6III. Ludmilla von Rennenberg[20] (1928–2001)
    - Y6IV. Marie-Berthe von Rennenberg[20] (1930–2001) ⚭ Felix Hubertus Aloysius von Loë (1925–1961) (Haus Loë)
    - Y6V. Eberhard von Rennenberg[20] (1933–2018) ⚭ Erika Schall (1938–2003)
      - Z10I. Eberhard von Rennenberg[28] ⚭ Claudia Johanna Sieger
        - Ä4I. Regina Irene von Rennenberg[28]
        - Ä4II. Verena Juliane von Rennenberg[28]
        - Ä4III. Theresa Simone von Rennenberg[28]

  - X6VI. Ludwig Karl Johann Maria von Rennenberg[20] (* 1890)

#### Linie Salm-Grumbach
- O1VII. Johann Christoph von Salm-Grumbach[15] (1555–1585) ⚭ Dorothea von Mansfeld-Vorderort (* 1552) (Haus Mansfeld), Tochter von Johann Georg I. (Mansfeld-Vorderort) (1515–1579)
  - P3I. Johann von Salm-Grumbach[15] (1582–1630) ⚭ Anne Juliane von Mansfeld-Hinterort (* 1591) (Haus Mansfeld), Tochter von Ernst III. (Mansfeld-Hinterort) (1561–1609)
    - Q4I. Emich von Salm-Grumbach[15] (1612–1629)
    - Q4II. Dorothea von Salm-Grumbach[15] (* 1613)
    - Q4III. Johann von Salm-Grumbach[15] (1614–1629)
    - Q4IV. Adolf von Salm-Grumbach[15] (1614–1668) ⚭ Anna Juliane von Salm-Dhaun (1622–1667) (Q5II.)
      - R3I. Georg Friedrich von Salm-Grumbach[15] (1641–1687)
      - R3II. Leopold Philipp Wilhelm von Salm-Grumbach[15] (1642–1719) ⚭ Friederike Juliane von Salm-Kyrburg (1651–1705) (R5V.)
        - S5I. Friederike Agathe Elisabeth von Salm-Grumbach[15] (1674–1712)
        - S5II. Karl Ludwig Philipp von Salm-Grumbach[15][29] (1678–1727) ⚭(I) Wilhelmine Henriette von Nassau-Usingen (1679–1718) (Haus Nassau), Tochter von Walrad (Nassau-Usingen) (1635–1702); ⚭(II) Sophia Dorothea von Nassau-Saarbrücken (1670–1748) (Haus Nassau), Tochter von Gustav Adolf (Nassau-Saarbrücken) (1632–1677)
          - T4I. (I) Karl Walrad Wilhelm von Salm-Grumbach[29] (1701–1763) ⚭ Juliane Franziska Leopoldine von Prösing und Limpurg (1709–1775) (Haus Prösing), Tochter von Johann Rudolf von Prösing († 1718)
            - U4I. Karl Ludwig Wilhelm Theodor von Salm-Grumbach[29] (1729–1799) ⚭(I) Elisabeth Christiane Mariana von Leiningen-Dagsburg-Hardenburg (1753–1792) (Haus Leiningen), Tochter von Carl Friedrich Wilhelm von Leiningen-Dagsburg-Hardenburg (1724–1807); ⚭(II) Auguste Louise zu Solms-Braunfels (1764–1797) (Haus Solms), Tochter von Friedrich Wilhelm Ernst zu Solms-Braunfels (1721–1783); ⚭(III) Friederike Wilhelmine von Sayn-Wittgenstein-Hohenstein (1767–1849) (Haus Sayn), Tochter von Johann Ludwig von Sayn-Wittgenstein-Hohenstein (1740–1797)
              - V3I. (I) Augusta Franziska von Salm-Grumbach[29] (1771–1810) ⚭ Wilhelm Christian (Solms-Braunfels) (1759–1837) (Haus Solms), Sohn von Friedrich Wilhelm Ernst (Solms-Braunfels) (1721–1783)
              - V3II. (I) Luise Henriette Franziska Therese von Salm-Grumbach[29] (1772–1774)
              - V3III. (I) Karl Friedrich Wilhelm Otto von Salm-Grumbach[29] (1775–1777)
              - V3IV. (I) Franziska Luise von Salm-Grumbach[29] (1777–1811)
              - V3V. (I) Amalie Carolina von Salm-Grumbach[29] (1786–1856) ⚭ Wilhelm Friedrich von Bentheim-Tecklenburg-Rheda (1799–1873) (Haus Bentheim), Sohn von Friedrich Wilhelm von Bentheim-Tecklenburg-Rheda (1767–1835)
              - V3VI. (II) Wilhelm Heinrich Karl von Salm-Grumbach[29] (1793–1796)
              - V3VII. (II) Karl August von Salm-Grumbach[29] (1795)
              - V3VIII. (III) Wilhelm Friedrich Karl August von Salm-Horstmar[29] (1799–1865) ⚭ Elisabeth Anna Caroline Julie Amalie zu Solms-Rödelheim-Assenheim (1806–1886) (Haus Solms), Tochter von Vollrath zu Solms-Rödelheim-Assenheim (1762–1818)
                - →siehe Stammliste von Salm-Horstmar

            - U4II. Leopoldine Wilhelmine Dorothea von Salm-Grumbach[29] (1730)
            - U4III. Leopoldine Sophie Wilhelmine von Salm-Grumbach[29] (1731–1795) ⚭ Georg Wilhelm von Erbach-Erbach (1686–1757) (Haus Erbach), Sohn von Georg Albrecht II. (Erbach-Fürstenau) (1648–1717)
            - U4IV. Karoline Friederike von Salm-Grumbach[29] (1733–1783) ⚭(I) Johannes Friedrich von Salm-Püttlingen (1727–1750) (T7III.); ⚭(II) Karl Friedrich von Wartensleben (1710–1778) (Haus Wartensleben), Sohn von Karl Emil von Wartensleben (1669–1714)
            - U4V. Christiane Karoline Luise von Salm-Grumbach[29] (1734–1791) ⚭ Johann Friedrich zu Isenburg-Büdingen-Meerholz (1729–1802) (Haus Isenburg), Sohn von Karl zu Isenburg-Büdingen-Meerholz (1700–1774)
            - U4VI. Christiane Franziska Eleonore von Salm-Grumbach[29] (1735–1800) ⚭ Christian Johannes von Leiningen-Westerburg-Altleiningen (1730–1770) (Haus Runkel), Sohn von Georg Hermann von Leiningen-Westerburg-Altleiningen (1679–1751)
            - U4VII. Christian Heinrich von Salm-Grumbach[29] (1736–1737)
            - U4VIII. Philippine Auguste von Salm-Grumbach[29] (1737–1792) ⚭ Karl II. Gustav Reinhard Waldemar (Leiningen-Westerburg-Neuleiningen) (1747–1798) (Haus Runkel), Sohn von Georg Karl I. August Ludwig (Leiningen-Westerburg-Neuleiningen) (1717–1787)
            - U4IX. Friedrich Philipp von Salm-Grumbach[29] (1739–1746)
            - U4X. Sophie Henriette von Salm-Grumbach[29] (1740–1800) ⚭ Friedrich von Hessen-Philippsthal-Barchfeld (1727–1777) (Haus Hessen), Sohn von Wilhelm (Hessen-Philippsthal-Barchfeld) (1692–1761)
            - U4XI. Wilhelm Christian von Salm-Grumbach[29] (1741–1810) ⚭ Luise Charlotte von Salm-Stein-Gaugrehweiler (1763–1837) (U5III.)
            - U4XII. Karl August von Salm-Grumbach[29] (1742–1800)
            - U4XIII. Johann Friedrich von Salm-Grumbach[29] (1743–1819)
            - U4XIV. Franziska Juliana Charlotte von Salm-Grumbach[29] (1744–1820) ⚭ Friedrich Carl Gottlob zu Löwenstein-Wertheim-Freudenberg (1743–1825) (Haus Löwenstein-Wertheim), Sohn von Karl Ludwig von Löwenstein-Wertheim-Virneburg (1712–1779)
            - U4XV. Johann Albrecht Ludwig von Salm-Grumbach[29] (1746–1778) ⚭ Maria Christina Luise Firnhaber von Eberstein (1759–1799) (Haus Firnhaber von Eberstein)
            - U4XVI. Philipp Franz von Salm-Grumbach[29] (1747–1770)
            - U4XVII. Heinrich Friedrich Walrad von Salm-Grumbach[29] (1748–1815)

          - T4II. (I) Leopold Friedrich Wilhelm von Salm-Grumbach[29] (* 1703)
          - T4III. (I) Leopold Friedrich Ernst Maximilian von Salm-Grumbach[29] (1705–1737)
          - T4IV. (I) Wilhelmine Luise von Salm-Grumbach[29] (1706–1780) ⚭ Nils Julius Lewenhaupt Graf von Rasburg und Falkenstein (1708–1776) (Haus Lewenhaupt), Sohn von Carl Julius Lewenhaupt (1664–1726),[30]
          - T4V. (I) Otto Friedrich Ludwig von Salm-Grumbach[29] (1706–1707)
          - T4VI. (I) Philipp Franz von Salm-Grumbach[29] (1708–1733)
          - T4VII. (I) Albertine Charlotte von Salm-Grumbach[29] (* 1709)
          - T4VIII. (I) Gustav Friedrich von Salm-Grumbach[29] (1710–1748)
          - T4IX. (I) Christiane Henriette von Salm-Grumbach[29] (1711–1741)
          - T4X. Charlotte Philippine von Salm-Grumbach[29] (* 1712)

        - S5III. Christian Ernst von Salm-Grumbach[15] (1682–1683)

      - R3III. Friedrich Wilhelm von Salm-Stein-Gaugrehweiler[15] (1644–1706) ⚭ Luise Charlotte von Leiningen-Westerburg-Rixingen (1654–1724) (Haus Runkel), Tochter von Ludwig Eberhard von Leiningen-Westerburg-Rixingen (1624–1688)
        - →siehe Stammliste von Salm-Stein-Gaugrehweiler

      - R3IV. Maria Magdalene von Salm-Grumbach[15] (1645–1646)
      - R3V. Elisabeth von Salm-Grumbach[15] (* 1646)
      - R3VI. Johann Georg von Salm-Grumbach[15] (1647–1687)
      - R3VII. Amalie Christine von Salm-Grumbach[15] (* 1648)
      - R3VIII. Juliane von Salm-Grumbach[15] (1650–1721) ⚭ Rudolf Wilhelm von Stubenberg (1643–1677) (Haus Stubenberg), Sohn von Johann Wilhelm von Stubenberg (1619–1663)
      - R3IX. Dorothea Sophie von Salm-Grumbach[15] (1651)
      - R3X. Anna Amalia von Salm-Grumbach[15] (* 1652)
      - R3XI. Anna Dorothea von Salm-Grumbach[15] (1654–1705)
      - R3XII. Eleonore Christiane von Salm-Grumbach[15] (* 1656)
      - R3XIII. Johann Adolf von Salm-Grumbach[15] (1657)
      - R3XIV. Anna Elisabeth von Salm-Grumbach[15] (* 1660)
      - R3XV. Adolf Heinrich von Salm-Grumbach[15] (* 1663)
      - R3XVI. Moritz von Salm-Grumbach[15]

    - Q4IV. Juliana von Salm-Grumbach[15] (1616–1641) ⚭ Georg Wilhelm (Pfalz-Birkenfeld) (1591–1669) (Haus Wittelsbach), Sohn von Karl I. (Pfalz-Birkenfeld) (1560–1600)

  - P3II. Adolf von Salm-Grumbach[15] (1585–1621)

##### Linie Salm-Horstmar
- V1VIII. (III) Wilhelm Friedrich Karl August von Salm-Horstmar[29] (1799–1865) ⚭ Elisabeth Anna Caroline Julie Amalie zu Solms-Rödelheim-Assenheim (1806–1886) (Haus Solms), Tochter von Volrath zu Solms-Rödelheim-Assenheim (1762–1818)
  - W7I. Mathilde Elisabeth Friederike Wilhelmine Charlotte Ferdinande Amalie von Salm-Horstmar[29] (1827–1908) ⚭ Friedrich zu Solms-Rödelheim-Assenheim (1827–1883) (Haus Solms), Sohn von Carl Friedrich Ludwig Christian Ferdinand zu Solms-Rödelheim-Assenheim (1790–1844)
  - W7II. Emma Elisabeth Friederike Caroline Ferdinande von Salm-Horstmar[29] (1828–1892) ⚭ August Heinrich Bernhard von Schönaich-Carolath (1822–1899) (Haus Schönaich-Carolath), Sohn von Friedrich Wilhelm Carl von Schönaich-Carolath (1790–1859)
  - W7III. Karl Alexis Heinrich Wilhelm Adolph Friedrich Ferdinand Franz Otto Eduard von Salm-Horstmar[29] (1830–1909) ⚭ Elisa zu Hohenlohe-Schillingsfürst (1831–1920) (Haus Hohenlohe), Tochter von Franz Joseph Karl Conrad von Hohenlohe-Schillingsfürst (1787–1841)
  - W7IV. Otto I. Friedrich Karl von Salm-Horstmar[29] (1833–1892) ⚭ Emilie zur Lippe-Biesterfeld (1841–1892) (Haus Lippe), Tochter von Julius zur Lippe-Biesterfeld (1812–1884)
    - X7I. Friedrich Julius Carl Ernst Casimir Max von Salm-Horstmar[29] (1865–1871)
    - X7II. Julius von Salm-Horstmar[29] (1866)
    - X7III. Otto II. Adalbert Friedrich August Gustav Alexander von Salm-Horstmar[29] (1867–1941) ⚭ Rosa zu Solms-Baruth (1884–1945) (Haus Solms), Tochter von Friedrich von Solms-Baruth (1853–1920)
      - Y8I. Luise Emilie Friederike Elisabeth von Salm-Horstmar[29] (1904)
      - Y8II. Otto Ludwig Wilhelm Hans Friedrich Karl Eduard von Salm-Horstmar[29] (1906–1927)
      - Y8III. Hans Christoph Leopold Emich Hermann von Salm-Horstmar[29] (1907–1908)
      - Y8IV. Philipp Franz Friedrich Conrad Wilhelm Chlodwig von Salm-Horstmar[29] (1909–1996) ⚭ Marie Therese von Castell-Castell (1917–2002) (Haus Castell), Tochter von Otto von Castell-Castell (1868–1939)
        - Z5I. Philipp Otto Luitpold Karl Christoph Hans Ruppert von Salm-Horstmar[29] (* 1938) ⚭ Katrin Sauter (* 1942)
          - Ä3I. Philipp Gustav Thomas Carl von Salm-Horstmar[29] (* 1973) ⚭ Antje Ziegler
          - Ä3II. Christian Christof Alexander von Salm-Horstmar[29] (* 1975)

        - Z5II. Gustav Friedrich Georg Heinrich Ludwig Ferdinand Franz von Salm-Horstmar[29] (* 1942) ⚭ Beatrice von Frankenberg und Ludwigsdorff (* 1952) (Haus Frankenberg und Ludwigsdorff)
          - Ä4I. Maximilian Philipp Albrecht von Salm-Horstmar[29] (* 1979)
          - Ä4II. Leopold Christof Konstantin von Salm-Horstmar[29] (* 1982)

        - Z5III. Johann Christof Udo Albrecht Karl Adolf von Salm-Horstmar[29] (* 1949) ⚭ Sigrid Schreyer (* 1950)
          - Ä5I. Sophie Eleonore von Salm-Horstmar[29] (* 1980)
          - Ä5II. Marie Christine von Salm-Horstmar[29] (* 1981) ⚭ Enno von Reden (* 1983) (Haus Reden)

        - Z5IV. Carlos Federico von Salm-Horstmar[29] (* 1965) ⚭ Margret Feldmann (* 1965)
          - Ä6I. Constantin Louis von Salm-Horstmar[28] (* 1994)
          - Ä6II. Adrian Nikolaus von Salm-Horstmar[28] (* 1996)

      - Y8V. Karl Walrad Emich Hermann Bolko Friedrich von Salm-Horstmar[29] (1911–1991) ⚭ Susanne Jantsch (* 1922)
        - Z6I. Alexandra Marie-Luise Brigitte Ingeborg von Salm-Horstmar[29] (1953–2008) ⚭ Richard Michael von Herman (* 1947) (Haus Herman), Sohn von Beno-Richard von Herman (1905–1974)

      - Y8VI. Johann Giselbert Alexander Leopold Rudolf Friedrich von Salm-Horstmar[29] (1916–1939)
      - Y8VII. Marie Luise Eleonore Adelma Rosa von Salm-Horstmar[29] (1918–2015) ⚭ Heinrich IV. (Reuß) (1919–2012) (Haus Reuß), Sohn von Heinrich XXXIX. (Reuß) (1891–1946)
      - Y8VI. Friederike Juliane Luise Emilie Feodora Anna von Salm-Horstmar[29] (1923–2000) ⚭ Ludwig Ferdinand von Sayn-Wittgenstein-Berleburg (1910–1943) (Haus Sayn), Sohn von Richard von Sayn-Wittgenstein-Berleburg (1882–1925)

    - X7IV. Elisabeth Adelheid Methilde Emma Karoline von Salm-Horstmar[29] (1870–1953) ⚭ Adalbert zu Erbach-Fürstenau (1861–1944) (Haus Erbach), Sohn von Alfred zu Erbach-Fürstenau (1813–1874)
    - X7V. Wilhelm Julius Adolf Magnus Leopold Casimir Eduard von Salm-Horstmar[29] (1872–1919)
    - X7VI. Julius Friedrich Casimir Carl Emich von Salm-Horstmar[29] (1881–1901)
    - X7VII. Emich Karl Rudolf Friedrich Wilhelm Otto von Salm-Horstmar[29] (1883–1959) ⚭ Sabine von Schönaich-Carolath (1893–1965) (Haus Schönaich-Carolath), Tochter von Carl Ludwig Erdmann Ferdinand von Schönaich-Carolath (1845–1912)
      - Y7I. Sieglinde Emmy Katharina Elisabeth Erika Rosy Friederike Carola von Salm-Horstmar[29] (* 1915) ⚭ Franz Bußmann
      - Y7II. Rosmarie Sabine Adelheid Anna Luise Wanda Henriette von Salm-Horstmar[29] (* 1918) ⚭ Conrad Nikolaus Kirchmeyer (* 1908)
      - Y7III. Felicitas Sophie Katharine Margarethe Hermine von Salm-Horstmar[29] (1920–1956) ⚭ Bernhard von Sachsen-Weimar-Eisenach (1917–1986) (Haus Wettin), Sohn von Wilhelm Ernst (Sachsen-Weimar-Eisenach) (1876–1923)

  - W7V. Eduard Max Vollrath Friedrich von Salm-Horstmar[29] (1841–1923) ⚭ Sophie Marie Josephine Karoline Schimmelmann (1850–1928) (Haus Schimmelmann), Tochter von Ernst Konrad Detlev Karl Joseph Schimmelmann (1820–1885)
    - X8I. Luise Elisabeth Augusta Adelaide Ernestine von Salm-Horstmar[29] (1874–1948)
    - X8II. Margarethe Dorothea Antoinette Elisabeth Adelaide Fanny Caroline von Salm-Horstmar[29] (1881–1920)

##### Linie Salm-Stein-Gaugrehweiler
- R3III. Friedrich Wilhelm von Salm-Stein-Gaugrehweiler[15] (1644–1706) ⚭ Luise Charlotte von Leiningen-Westerburg-Rixingen (1654–1724) (Haus Runkel), Tochter von Ludwig Eberhard von Leiningen-Westerburg-Rixingen (1624–1688)
  - S6I. Juliane Charlotte Wilhelmine von Salm-Stein-Gaugrehweiler[15] (1685–1687)
  - S6II. Johann Karl Ludwig von Salm-Stein-Gaugrehweiler[15] (1686–1740) ⚭ Sophie Magdalene von Leiningen-Dagsburg-Falkenburg (1691–1727) (Haus Leiningen), Tochter von Johann Karl August (Leiningen-Dagsburg-Falkenburg) (1662–1698)
    - T5I. Charlotte Johanna von Salm-Stein-Gaugrehweiler[15] (1714–1786)
    - T5II. Karoline Magdalene von Salm-Stein-Gaugrehweiler[15] (1715–1728)
    - T5III. Karl August von Salm-Stein-Gaugrehweiler[15] (1716–1717)
    - T5IV. Karl Magnus von Salm-Stein-Gaugrehweiler[15] (1718–1793) ⚭ Johanetta Luise von Salm-Püttlingen (1723–1780) (T7I.)
      - U5I. Christiane Luise von Salm-Stein-Gaugrehweiler[15] (1753–1826) ⚭ Karl Albrecht zu Ortenburg-Neuortenburg (1743–1787) (Haus Ortenburg), Sohn von Karl III. (Ortenburg-Neuortenburg) (1715–1776)
      - U5II. Karoline von Salm-Stein-Gaugrehweiler[15] (* 1761)
      - U5III. Luise Charlotte von Salm-Stein-Gaugrehweiler[15] (1763–1837) ⚭ Wilhelm Christian von Salm-Grumbach (1741–1810) (U4XI.)

    - T5V. Luise Sophie von Salm-Stein-Gaugrehweiler[15] (1719–1766) ⚭ Karl III. (Ortenburg-Neuortenburg) (1715–1776) (Haus Ortenburg), Sohn von Johann Georg von Ortenburg-Neuortenburg (1686–1725)
    - T5VI. Ludwig Wilhelm von Salm-Stein-Gaugrehweiler[15] (1721–1775) ⚭ Sophie Charlotte von Hattig (Haus Hattig)
    - T5VII. Karl Theodor Otto Franz von Salm-Stein-Gaugrehweiler[15] (1722–1728)
    - T5VIII. Alberta Amalia von Salm-Stein-Gaugrehweiler[15] (1723)
    - T5IX. Christiane Elisabeth von Salm-Stein-Gaugrehweiler[15] (1724–1725)
    - T5X. Alexandrine Katharina von Salm-Stein-Gaugrehweiler[15] (1725–1761)

  - S6III. Charlotte Friederike von Salm-Stein-Gaugrehweiler[15] (1687)
  - S6IV. Dorothea Elisabeth von Salm-Stein-Gaugrehweiler[15] (1689)
  - S6V. Friedrich Wilhelm von Salm-Stein-Gaugrehweiler[15] (1689)
  - S6VI. Otto Friedrich von Salm-Stein-Gaugrehweiler[15] (1692–1713)

#### Linie Salm-Dhaun
- O1IX. Adolf Heinrich von Salm-Dhaun[15] (1557–1606) ⚭ Juliana von Nassau-Dillenburg (1566–1630) (Haus Nassau), Tochter von Johann VI. (Nassau-Dillenburg) (1536–1606)
  - P4I. Johann Philipp von Salm-Dhaun[15] (1589–1591)
  - P4II. Wolfgang Friedrich von Salm-Dhaun[15] (1589–1638) ⚭(I) Elisabeth zu Solms-Braunfels (1593–1637) (Haus Solms), Tochter von Johann Albrecht I. (Solms-Braunfels) (1563–1623); ⚭(II) Johanna von Hanau-Münzenberg (1610–1673) (Haus Hanau), Tochter von Albrecht von Hanau-Münzenberg (1579–1635)
    - Q5I. (I) Johann Ludwig von Salm-Dhaun[15] (1620–1673) ⚭(I) Elisabeth von Salm-Neufviller (1620–1653) (Q2I.); ⚭(II) Eva Dorothea zu Hohenlohe-Waldenburg (1624–1678) (Haus Hohenlohe), Tochter von Philipp Heinrich zu Hohenlohe-Waldenburg (1591–1644)
      - R4I. (I) Friedrich Philipp von Salm-Dhaun[15] (1644–1668)
      - R4II. (I) Johann Philipp von Salm-Dhaun[15] (1645–1693) ⚭ Anna Katharina von Nassau-Ottweiler (1653–1731) (Haus Nassau), Tochter von Johann Ludwig (Nassau-Ottweiler) (1625–1690)
        - S7I. Ludwig Philipp von Salm-Dhaun[15] (* 1672)
        - S7II. Sophie Dorothea von Salm-Dhaun[15] (1674–1686)
        - S7III. Karl von Salm-Dhaun[15] (1675–1733) ⚭ Luise von Nassau-Ottweiler (1686–1773) (Haus Nassau), Tochter von Friedrich Ludwig (Nassau-Ottweiler) (1651–1728)
          - T6I. Katharina Luise von Salm-Dhaun[15] (* 1705)
          - T6II. Caroline von Salm-Dhaun[15] (1706–1786) ⚭ Karl Ludwig von Leiningen-Dagsburg-Emichsburg (1704–1747) (Haus Leiningen), Sohn von Johann Friedrich von Leiningen-Dagsburg-Hardenburg (1661–1722)
          - T6III. Johann Ludwig von Salm-Dhaun[15] (1708–1711)
          - T6IV. Christiane von Salm-Dhaun[15] (1710–1773)
          - T6V. Wilhelmine von Salm-Dhaun[15] (1712–1732)
          - T6VI. Charlotte von Salm-Dhaun[15] (1713–1717)
          - T6VII. Albertine von Salm-Dhaun[15] (* 1716)
          - T6VIII. Karl August von Salm-Dhaun[15] (1718–1732)
          - T6IX. Sophie Charlotte von Salm-Dhaun[15] (1719–1799) ⚭ Johann (Pfalz-Gelnhausen) (1698–1780) (Haus Wittelsbach), Sohn von Johann Karl (Pfalz-Gelnhausen) (1638–1704)
          - T6X. Jeanette Luise von Salm-Dhaun[15] (* 1720)
          - T6XI. Luise von Salm-Dhaun[15] (1721–1791) ⚭ Wilhelm Ludwig, Burggraf von Kirchberg (1709–1751) (Burggrafen), Sohn von Georg Friedrich, Burggraf von Kirchberg (1683–1749)
          - T6XII. Johann Philipp von Salm-Dhaun[15] (1724–1742)

        - S7IV. Christian von Salm-Dhaun[15] (1677–1679)
        - S7V. Philipp Magnus von Salm-Dhaun[15] (1679–1709)
        - S7VI. Christian Otto von Salm-Dhaun[15] (1680–1748)
        - S7VII. Moritz von Salm-Dhaun[15] (1683)
        - S7VIII. Walrad von Salm-Püttlingen[15] (1686–1730) ⚭ Dorothea von Nassau-Ottweiler (1692–1740) (Haus Nassau), Tochter von Friedrich Ludwig (Nassau-Ottweiler) (1651–1728)
          - →siehe Stammliste von Salm-Püttlingen

        - S7IX. Luise Philippa Katharina von Salm-Dhaun[15] (1687–1732)
        - S7X. Johannes Ludwig von Salm-Dhaun[15] (1692–1694)

      - R4III. (I) Heinrich Ludwig von Salm-Dhaun[15] (* 1646)
      - R4IV. (I) Leopold Wilhelm von Salm-Dhaun[15] (1647–1665)
      - R4V. (I) Anna Sibylle Florentine von Salm-Dhaun[15] (1648–1685) ⚭ Philipp Gottfried von Castell-Rüdenhausen (1641–1681) (Haus Castell), Sohn von Georg Friedrich von Castell-Rüdenhausen (1600–1653)
      - R4VI. (II) Ludwig Eberhard von Salm-Dhaun[15]
      - R4VII. (II) Eleonore Sophie Dorothea von Salm-Dhaun[15] (1653–1713) ⚭ Heinrich Kasimir von Limpurg-Sontheim (* 1640) (Haus Limpurg), Sohn von Ludwig Kasimir von Limpurg-Sontheim (1611–1645)
      - R4VIII. (II) Dorothea Walpurga von Salm-Dhaun[31] (1654–1737)
      - R4IX. (II) Karl Ludwig von Salm-Dhaun[15]
      - R4X. (II) Wolfgang Philipp von Salm-Dhaun[15] (1657–1670)
      - R4XI. (II) Juliane von Salm-Dhaun[15]
      - R4XII. (II) Johanna Philippine von Salm-Dhaun[15] (* 1667)

    - Q5II. (I) Anna Juliane von Salm-Dhaun[15] (1622–1667) ⚭ Adolf von Salm-Grumbach (1614–1668) (Q4III.)
    - Q5III. (I) Ernst von Salm-Dhaun[15] (* 1623)
    - Q5IV. (I) Amalie Margarethe von Salm-Dhaun[15] (1626–1674)
    - Q5V. (I) Heinrich Philipp von Salm-Dhaun[15] (* 1628)
    - Q5VI. (I) Ludovika von Salm-Dhaun[15] (1631–1687) ⚭ Georg Augustin von Stubenberg (1628–1691) (Haus Stubenberg), Sohn von Georg Sigismund von Stubenberg (1570–1632)
    - Q5VII. (I) Friedrich von Salm-Dhaun[15] (1635)

  - P4III. Johann Konrad von Salm-Dhaun[15] (1591–1625)
  - P4IV. Elisabeth von Salm-Dhaun[15] (1593–1656) ⚭(I) Philipp Ludwig I. (Isenburg-Büdingen) (* 1593) (Haus Isenburg), Sohn von Wolfgang Ernst I. (Isenburg-Büdingen) (1560–1633); ⚭(II) Reinhard zu Solms-Braunfels (1573–1630) (Haus Solms), Sohn von Conrad zu Solms-Braunfels (1540–1592); ⚭(III) Ludwig Heinrich von Nassau-Dillenburg (1594–1662) (Haus Nassau), Sohn von Georg (Nassau-Dillenburg) (1562–1623)
  - P4V. Juliane Ursula von Salm-Dhaun[15] (* 1595)
  - P4VI. Anna Maria von Salm-Dhaun[15] (1596–1597)
  - P4VII. Adolf von Salm-Dhaun[15] (1597–1599)
  - P4VIII. Dorothea Amalia von Salm-Dhaun[15] (* 1598)
  - P4IX. Margarethe Sibylle von Salm-Dhaun[15] (1599)
  - P4X. Anna Katharina von Salm-Dhaun[15] (* 1601)

##### Linie Salm-Püttlingen
- S7VIII. Walrad von Salm-Püttlingen[15] (1686–1730) ⚭ Dorothea von Nassau-Ottweiler (1692–1740) (Haus Nassau), Tochter von Friedrich Ludwig (Nassau-Ottweiler) (1651–1728)
  - T7I. Johanetta Luise von Salm-Püttlingen[15] (1723–1780) ⚭ Karl Magnus von Salm-Stein-Gaugrehweiler (1718–1793) (T5IV.)
  - T7II. Christian Karl von Salm-Püttlingen[15] (1725–1744)
  - T7III. Johannes Friedrich von Salm-Püttlingen[15] (1727–1750) ⚭ Karoline Friederike von Salm-Grumbach (1733–1783) (U4IV.)
    - U6I. Karl Leopold Ludwig von Salm-Püttlingen[15] (1748–1750)
    - U6II. Friedrich Wilhelm von Salm-Püttlingen[15] (1750)

### Ältere Linie Salm-Kyrburg
- M1VI. Johann VII. von Salm-Kyrburg[9][32] (1493–1531) ⚭ Anna von Isenburg-Büdingen-Kelsterbach (* 1500) (Haus Isenburg), Tochter von Philipp von Isenburg-Büdingen-Kelsterbach (1467–1526)
  - N2I. Ursula von Salm-Kyrburg[32] (1516–1605) ⚭(I) Ruprecht von Pfalz-Veldenz (1506–1544) (Haus Wittelsbach), Sohn von Alexander (Pfalz-Zweibrücken) (1462–1514); ⚭(II) Johann von Daun-Falkenstein (1510–1579) (Haus Daun), Sohn von Wirich V. (Daun-Falkenstein) (1473–1541)
  - N2II. Elisabeth von Salm-Kyrburg[32] (1517–1584)
  - N2III. Johanna von Salm-Kyrburg[32] (1518–1595) ⚭ Georg I. (Fleckenstein) (1510–1553) (Haus Fleckenstein), Sohn von Heinrich XVIII. (Fleckenstein) († 1535)
  - N2IV. Adelheid von Salm-Kyrburg[32] († 1580) ⚭ Karl I. (Limpurg-Obersontheim) (1498–1558) (Haus Limpurg), Sohn von Gottfried II. (Limpurg-Obersontheim) (1474–1530)
  - N2V. Johann VIII. von Salm-Kyrburg[32] (1522–1548) ⚭ Anna zu Hohenlohe-Weikersheim (1520–1594) (Haus Hohenlohe), Tochter von Georg (Hohenlohe-Weikersheim)
    - O2I. Philipp Albrecht von Salm-Kyrburg[32]
    - O2II. Otto I. von Salm-Kyrburg[32] (1545–1607) ⚭ Ottilie von Nassau-Weilburg (1546–1610) (Haus Nassau), Tochter von Philipp III. (Nassau-Weilburg) (1504–1559)
      - P5I. Johann Jakob von Salm-Kyrburg[32] (1568–1571)
      - P5II. Georg Philipp von Salm-Kyrburg[32] (1570–1571)
      - P5III. Anna von Salm-Kyrburg[32] (1572–1608) ⚭ Eberhard Georg Friedrich von Rappoltstein (1570–1637) (Haus Rappoltstein), Sohn von Egenolf III. (Rappoltstein) (1527–1585)
      - P5IV. Amalie von Salm-Kyrburg[32] (1573–1616)
      - P5V. Katharina von Salm-Kyrburg[32] (1574–1654) ⚭ Hugo II. (Schönburg-Waldenburg) (1559–1606) (Haus Schönburg), Sohn von Hugo I. (Schönburg-Waldenburg) (1530–1566)
      - P5VI. Johann IX. von Salm-Mörchingen[32] (1575–1623) ⚭ Anna Katharina von Criechingen († 1638) (Haus Criechingen), Tochter von Georg II. (Criechingen)
        - →siehe Stammliste von Salm-Mörchingen

      - P5VII. Anna Maria von Salm-Kyrburg[32] (* 1576) ⚭ Ludwig Georg zu Stolberg-Ortenberg (1562–1618) (Haus Stolberg), Sohn von Heinrich X. (Stolberg-Wernigerode) (1509–1572)
      - P5VIII. Johann Casimir von Salm-Kyrburg[32] (1577–1651) ⚭(I) Dorothea zu Solms-Laubach (1579–1631) (Haus Solms), Tochter von Johann Georg I. (Solms-Laubach) (1546–1600); ⚭(II) Anna Julianne von Leiningen-Dagsburg-Hardenburg (1599–1685) (Haus Leiningen), Tochter von Emich XII. (Leiningen-Dagsburg-Hardenburg) (1562–1607)
        - Q6I. (I) Anna Juliane von Salm-Kyrburg[32] (1609)
        - Q6II. (I) Johann Ludwig von Salm-Kyrburg[32] (1609–1641)
        - Q6III. (I) Georg Friedrich von Salm-Kyrburg[32] (1611–1681) ⚭(I) Anna Elisabeth zu Stolberg-Ortenberg (1611–1671) (Haus Stolberg), Tochter von Ludwig Georg zu Stolberg-Ortenberg (1562–1618); ⚭(II) Anna Elisabeth von Daun-Falkenstein (* 1636) (Haus Daun), Tochter von Wilhelm Wirich von Daun-Falkenstein (1613–1682)
          - R5I. (I) Anna Dorothea von Salm-Kyrburg[32] (1638)
          - R5II. (I) Johann Ludwig von Salm-Kyrburg[32] (* 1640)
          - R5III. (I) Maria Agatha von Salm-Kyrburg[32] (1641–1691) ⚭ Hermann Franz Carl von Manderscheid-Kayl (1640–1686) (Haus Manderscheid), Sohn von Philipp Dietrich von Manderscheid-Kayl (1596–1653)
          - R5IV. (I) Anna Elisabeth von Salm-Kyrburg[32] (* 1642) ⚭ Ernst Kasimir von Criechingen († 1665) (Haus Criechingen), Sohn von Albrecht Ludwig von Criechingen († 1651)
          - R5V. (I) Friederike Juliane von Salm-Kyrburg[32] (1651–1705) ⚭ Leopold Philipp Wilhelm von Salm-Grumbach (1642–1719) (R3II.)
          - R5VI. (I) Ernst von Salm-Kyrburg[32] (1653–1662)

        - Q6IV. (I) Sophie Juliane von Salm-Kyrburg[32] (* 1612)
        - Q6V. (I) Anna Katharina Dorothea von Salm-Kyrburg[32] (1614–1655) ⚭ Eberhard III. (Württemberg) (1614–1674) (Haus Württemberg), Sohn von Johann Friedrich (Württemberg) (1582–1628)
        - Q6VI. (I) Anna Claudina von Salm-Kyrburg[32] (1615–1673) ⚭ Johann Jacob von Rappoltstein (1598–1673) (Haus Rappoltstein), Sohn von Eberhard Georg Friedrich von Rappoltstein (1570–1637)
        - Q6VII. (I) Anna Barbara von Salm-Kyrburg[32]
        - Q6VIII. (II) Agatha von Salm-Kyrburg[32] ⚭ Albrecht Ludwig von Criechingen († 1651) (Haus Criechingen), Sohn von Peter Ernst II. (Criechingen) († 1633)

      - P5IX. Otto II.  von Salm-Dhronecken[32] (1578–1637) ⚭(I) Claudia von Manderscheid-Schleiden (* 1581) (Haus Manderscheid), Tochter von Joachim von Manderscheid-Schleiden (1540–1582); ⚭(II) Philippa Barbara von Fleckenstein (Haus Fleckenstein), Tochter von Philipp Wolfgang von Fleckenstein († 1618)
      - P5X. Georg Friedrich von Salm-Kyrburg[32] († 1602)
      - P5XI. Anna Magdalene von Salm-Kyrburg[32]
      - P5XII. Emilie Elisabeth von Salm-Kyrburg[32] (1582–1644)
      - P5XIII. Anna Juliana von Salm-Kyrburg[32] (1584–1640) ⚭ Johann Philipp II. (Leiningen-Dagsburg-Hardenburg) (1588–1643) (Haus Leiningen), Sohn von Emich XII. (Leiningen-Dagsburg-Hardenburg) (1562–1607)

    - O2III. Wolfgang von Salm-Kyrburg[32]

  - N2VI. Anna von Salm-Kyrburg[32] ⚭ Christoph Ludwig von Tengen-Nellenburg (Haus Tengen), Sohn von Christoph von Tengen-Nellenburg († 1539)
  - N2VII. Antonia von Salm-Kyrburg[32] (1525–1588) ⚭ Wirich von Criechingen (1511–1587) (Haus Criechingen), Sohn von Johann von Criechingen (1480–1533)
  - N2VIII. Thomas von Salm-Kyrburg[32] (1529–1553) ⚭ Juliane von Hanau-Münzenberg (1529–1595) (Haus Hanau), Tochter von Philipp II. (Hanau-Münzenberg) (1501–1529)
    - O3I. Anna von Salm-Kyrburg[32] († 1577) ⚭ Wilhelm von Criechingen († 1610) (Haus Criechingen)
    - O3II. Juliane von Salm-Kyrburg[32] (1551–1607) ⚭ Ernst VI. (Mansfeld-Hinterort) (1561–1609) (Haus Mansfeld), Sohn von Johann von Mansfeld-Hinterort (1532–1567)
    - O3III. Maria Magdalena von Salm-Kyrburg[32] (1553–1554)

#### Linie Salm-Mörchingen
- P5VI. Johann IX. von Salm-Mörchingen[32] (1575–1623) ⚭ Anna Katharina von Criechingen († 1638) (Haus Criechingen), Tochter von Georg II. (Criechingen)
  - Q7I. Johann Kasimir von Salm-Mörchingen[32]
  - Q7II. Johann Philipp von Salm-Mörchingen[32] († 1638) ⚭ Anna Juliane von Erbach (1614–1637) (Haus Erbach), Tochter von Ludwig I. (Erbach) (1579–1643)
    - R6I. Bernhard Ludwig von Salm-Mörchingen[32] (1636–1656)

  - Q7III. Otto Ludwig von Salm-Mörchingen[32] (1597–1634) ⚭ Anna Magdalena von Hanau-Lichtenberg (1600–1673) (Haus Hanau), Tochter von Johann Reinhard I. (Hanau-Lichtenberg) (1569–1625)
    - R7I. Johann XI. von Salm-Mörchingen[32] (1635–1688) ⚭ Elisabeth Johanna von Pfalz-Veldenz (1653–1718) (Haus Wittelsbach), Tochter von Leopold Ludwig (Pfalz-Veldenz) (1625–1694)

  - Q7IV. Maria Elisabeth von Salm-Mörchingen[32]
  - Q7V. Johann X. von Salm-Mörchingen[32] († 1634)
  - Q7VI. Dorothea Diana von Salm-Mörchingen[32] († 1672) ⚭(I) Philipp Ludwig von Rappoltstein (1601–1637) (Haus Rappoltstein), Sohn von Eberhard von Rappoltstein (1570–1637); ⚭(II) Philipp Wolfgang (Hanau-Lichtenberg) (1595–1641) (Haus Hanau), Sohn von Johann Reinhard I. (Hanau-Lichtenberg) (1569–1625)
  - Q7VII. Georg von Salm-Mörchingen[32] († 1634)
  - Q7VIII. Esther von Salm-Mörchingen[32]
  - Q7IX. Anna Amalie von Salm-Mörchingen[32] († 1676) ⚭(I) Michael von Freyberg († 1641) (Haus Freyberg); ⚭(II) Kaspar Bernhard II. (Rechberg) (1588–1651) (Haus Rechberg), Sohn von Kaspar Bernhard I. (Rechberg) († 1605); ⚭(III) Hugo von Königsegg-Aulendorf (1596–1666) (Haus Königsegg), Sohn von Johann Georg von Königsegg-Aulendorf (1568–1622)